# Parafia Najświętszego Serca Pana Jezusa w Zabrzu-Rokitnicy
Parafia Najświętszego Serca Pana Jezusa w Zabrzu-Rokitnicy – parafia metropolii katowickiej, diecezji gliwickiej, dekanatu Zabrze-Mikulczyce Kościoła katolickiego obrządku łacińskiego. Powstała w 1912 roku.
10 czerwca 2011 roku parafii przekazane zostały relikwie św. Jana Pawła II. Jest nimi fragment płótna nasączony krwią.